# Крейцумс, Рудольф
Рудольф Крейцумс (латыш. Rūdolfs Kreicums, 16 января 1900 — 5 июня 1971) — латвийский и советский театральный актёр. Заслуженный артист Латвийской ССР (1956).

## Биография
Родился в Виранской (Дзелзавской) волости Мадонского уезда в семье кузнеца. Мать работала по хозяйству. В 1908 году семья переехала в Ригу, отец устроился на работу возчика, но через год умер и вдова с четырьмя детьми была вынуждена вернуться в Вираны.
Летом пас коров, но зимой возвращался в Виранскую школу, начальный курс которой был им окончен в 1912 году. Побыв некоторое время в обучении у мельника Краукльской усадьбы, он следующие пять лет проработал чесальщиком шерсти, прядильщиком и ткачом.
В 1917 году после тяжёлой болезни Рудольф Крейцумс оставляет прежние занятия и постигает профессию сапожника.
В 1919 году он призывается в Латвийскую армию и остаётся на сверхсрочную службу, без отрыва от которой посещает в Риге Латвийские драматические курсы Эрнеста Зелтматиса (первую в Латвии профессиональную школу актёров).
После демобилизации получает место в Передвижном театре, но вскоре поступает в труппу Театра Дайлес (1926).
Манеру игры актёра с первых ролей отличало стремление к максимальной реалистичности в широком драматическом диапазоне и истинной простоте исполнения. Таков он в роли старого Каркла в фильме режиссёра Леонида Лейманиса «У богатой госпожи» и в роли рыбака в  ленте «Капитан Нуль».
С 1948 года член Союза театральных деятелей Латвийской ССР. В 1956 году ему присвоено почётное звание заслуженного артиста Латвийской ССР.
Ушёл из жизни 5 июня 1971 года. Похоронен на рижском Лесном кладбище.
Материалы о творческом пути Рудольфа Крейцумса представлены в экспозиции Музея писателя Атиса Доку, расположенном в Муцениеках Дзелзавской волости.

## Роли в театре

#### Театр Дайлес
- 1928 — «Швейк» Ярослава Гашека — поручик Лукаш
- 1933 — «Иосиф и его братья» Райниса — Левий
- 1941 — «Женитьба Белугина» Александра Островского и Николая Соловьёва — Андрей Белугин
- 1942 — «Времена землемеров» Рейниса и Матиса Каудзите — Каспарс
- 1944 — «Заговор Фиеско в Генуе» Фридриха Шиллера — Джанетино
- 1946 — «Много шума из ничего» Уильяма Шекспира — Дон Педро
- 1947 — «Огонь и ночь» Райниса — Чёрный рыцарь, позже Лачплесис (1950)
- 1948 — «Укрощение укротителя» Джона Флетчера — Петруччо
- 1949 — «Анна Каренина» Л. Н. Толстого — Левин
- 1950 — «Индулис и Ария» Райниса — Пудикис
- 1951 — «Три сестры» А. П. Чехова — Андрей Прозоров
- 1952 — «Маскрад» М. Ю. Лермонтова — Арбенин
- 1955 — «Лето младшего брата» Гунара Приеде — Мартиньш Пуданс
- 1962 — «Илья Муромец» Райниса — Добрыня
- 1967 — «Мотоцикл» по произведениям Иманта Зиедониса — Дедушка
- 1970 — «Индраны» Рудольфа Блауманиса — Отец